# فرودگاه کوایان

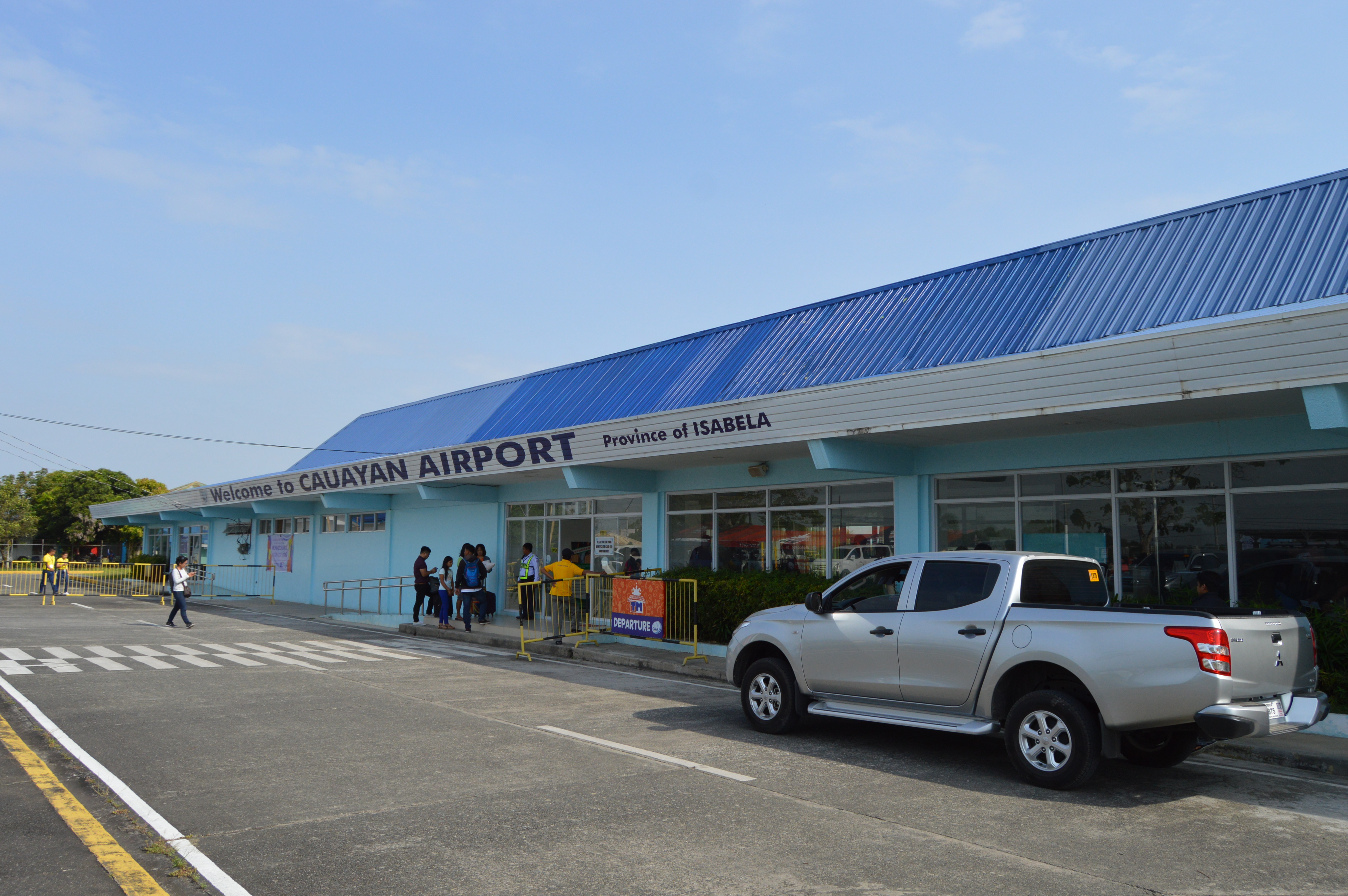
تصویری از فرودگاه کوایان

فرودگاه کوایان (به انگلیسی: Cauayan Airport) (به زبان بومی: Paliparan ng Cauayan) یک فرودگاه همگانی با کد یاتا CYZ است . این فرودگاه در کشور فیلیپین قرار دارد و در ارتفاع ۶۱ متری از سطح دریا واقع شده‌است.

## شرکت‌های هواپیمایی و مقصدهای پروازی
| شرکت‌های هواپیمایی | مقصدهای پروازی    |
| ----------------- | ----------------- |
| سبو پسیفیک        | نینوی آکوئینو     |
| Cyclone Airways   | Maconacon پالانان |